# Castello di Padenghe
Il castello di Padenghe sul Garda è un'antica roccaforte risalente al XII secolo di Padenghe sul Garda, in provincia di Brescia.

## Collocazione e storia
La struttura, con torre di difesa a pianta quadrata alta 20 m, si erge su un'altura che sovrasta il centro abitato. All'interno delle mura, alle quali si accede tramite un portale ad arco realizzato in una torre e dotato di ponte levatoio, trovano posto alcune abitazioni divise da due strade.

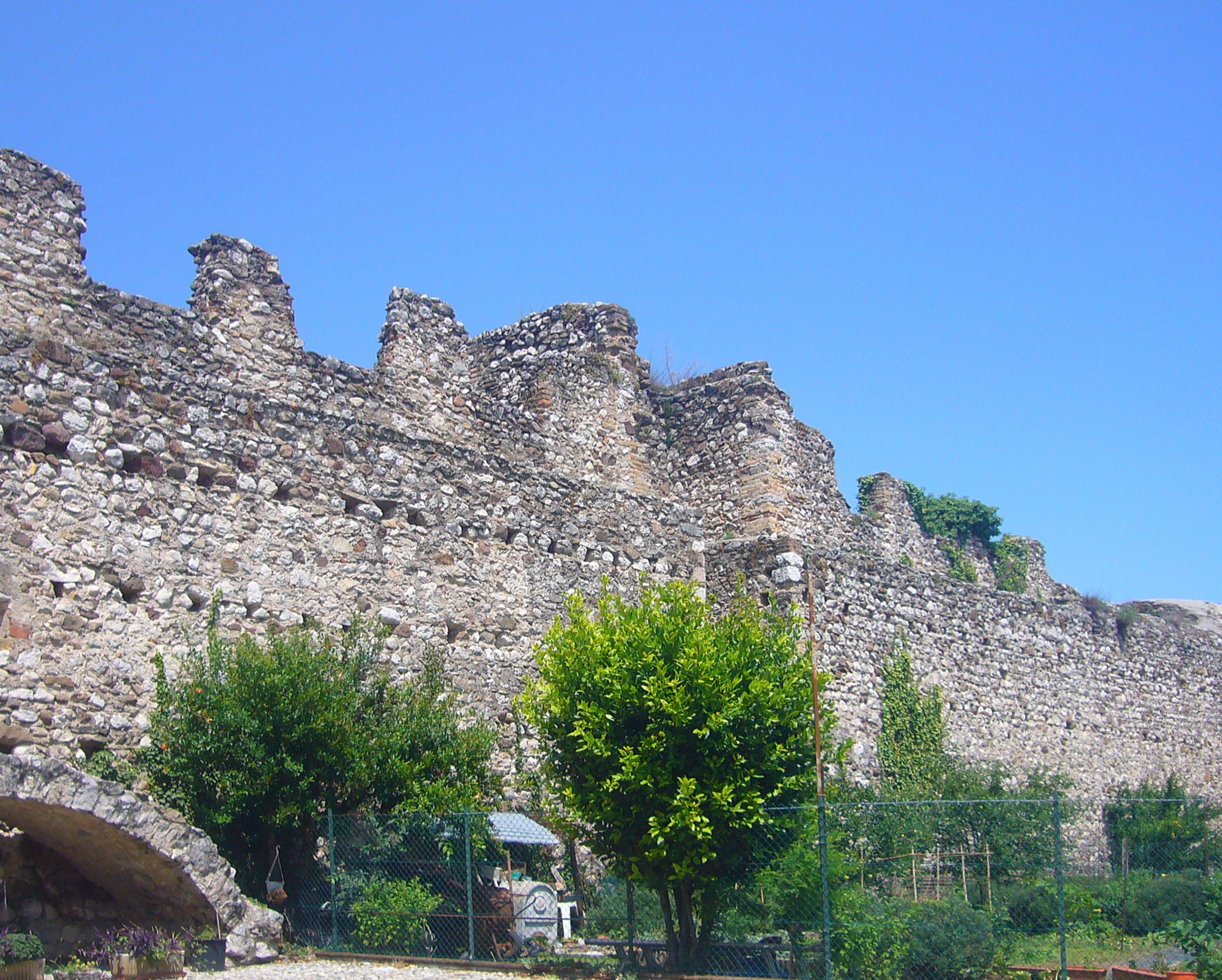
Parte delle mura con la merlatura

Il castello, attestato come esistente nel 1145, venne probabilmente edificato sulle rovine di un edificio di epoca precedente (anteriore al X secolo). L'edificio venne riconosciuto nel 1154 tra i beni concessi dall'imperatore Federico Barbarossa al vescovo di Verona Teobaldo. Il castello è sempre stato oggetto di contese tra Brescia e Verona fino al 1328, quando venne in possesso degli Scaligeri. Nel XV e XVI secolo venne conteso dalla Repubblica di Venezia e dal ducato di Milano. Il castello rimase in possesso dei Veneziani dal 1520 al 1796. Negli anni seguenti fu interrato il fossato a difesa del maniero.
Negli anni sessanta il complesso ha subito un importante restauro con consolidamento delle mura perimetrali.
A poca distanza dal castello sorge la chiesa di Sant'Emiliano, del XII secolo.